# Laurien Willemse
Laura Eveline Willemse (Haarlem, 26 de marzo de 1962) es una exjugadora neerlandesa de hockey sobre césped.

## Trayectoria
Willemse tuvo su primera participación olímpica en Los Ángeles 1984. En el torneo ganó la primera medalla de oro de la selección neerlandesa. En los Juegos Olímpicos de Seúl 1988 consiguió la medalla de bronce, al vencer a Reino Unido en el partido por el tercer puesto.